# Giuseppe Zara
Giuseppe Zara (Fermo, 1856 – San Remo,  1915) fue un inventor italiano de la  Sociedad Italiana para Ferrocarriles Meridionales nombrado director de Ferrovie dello Stato en 1905.
Se diplomó en el Instituto Técnico Industrial de Fermo en 1875 y comenzó como operario de reparaciones en Rimini. Posteriormente lo destinaron como diseñador a Florencia.
En la urgencia de disponer de trenes económicos más rápidos, inventó un sistema de bojes de eje simple para reemplazar los de las locomotoras a vapor tipo Mogul 130 («Carrello Italiano») que se empleó de 1907 hasta 1930 no solo en trenes italianos, sino en otros como los de la Compagnie du chemin de fer de Paris à Orléans en Francia.